# Ларионов, Игорь Игоревич
И́горь И́горевич Ларио́нов (род. 24 августа 1998, Детройт, США) — российский хоккеист, нападающий клуба КХЛ СКА. Мастер спорта России (2024).

## Карьера
Игорь Ларионов родился в семье хоккеиста Игоря Ларионова. На протяжении долгого времени Ларионов-младший играл в юниорской лиге в родном Детройте. в 2016 году подписал свой первый профессиональный контракт с командой «Квебек Ремпартс» из Главной юниорской лиги Квебека (QMJHL). Спустя год продолжил выступления в Хоккейной лиге Онтарио (OHL) в составе «Уинсор Спитфайрз». Так и не попав на драфт НХЛ и проведя ещё один сезон в хоккейной лиге США (USHL), Ларионов переехал в Россию, где подписал контракт с системой петербургского СКА. Проведя всего две игры в фарм-клубе «СКА-Нева» из-за усугубившейся травмы расторг контракт и остаток сезона в хоккей не играл.
В октябре 2020 года подписал контракт с китайским клубом «Куньлунь Ред Стар», который в связи с эпидемиологической обстановкой вынужден был провести сезон 2020/21 в подмосковных Мытищах и остро нуждался в усилении состава. Провёл всего пять игр, сделав две результативные передачами, после чего надолго пропал из поля зрения. Как объяснил сам хоккеист, причиной его расторжения контракта стала болезнь и проблемы с сердцем.
Летом 2022 года Ларионов подписал двусторонний контракт с нижегородским клубом «Торпедо», главным тренером которого является его отец. Дебютировал в КХЛ 19 сентября в матче против подмосковного «Витязя», забросив свою первую шайбу. В сезоне 2022/23 сыграл 36 матчей и набрал 28 очков (7+21). 12 ноября 2022 года набрал 4 очка (0+4) в игре против «Сочи» (5:3). В плей-офф сыграл 4 матча и набрал 3 очка (0+3). В сезоне 2023/24 набрал 20 очков (8+12) в 41 матче.
Летом 2025 года снова последовал за отцом — в клуб СКА, подписав 1-летний контракт.